# Lope Íñiguez
Lope Íñiguez (ca.1050-1093), foi o segundo señor de Biscaia depois da morte de seu pai Íñigo Lopes em 1076.

## Biografia
Como o filho primogénito de Íñigo López, sucedeu a seu pai como tenente e senhor de Biscaia.  Antes dessa data, ocupou vários cargos palatinos entre 1061 e 1067 na corte do rei Sancho Garcês IV de Pamplona.  Âparece em 1063 na documentação do Mosteiro de San Prudencio de Monte Laturce, confirmando como tenente em Nájera. Figura depois repetidamente confirmando diplomas reais, incluindo um deles em 1074 quando o rei Sancho IV faz uma doação ao mosteiro de Valvanera, assinando como tenente em Alberite.
A 4 de julho de 1076, Sancho IV, chamado "el de Peñalén" foi assassinado por seus irmãos e Sancho I de Aragão e  Afonso VI de Leão e Castela repartieron-se o reino do falecido rei de Pamplona. Lope Íñiguez com seu pai, sogro e outros magnatas juraram lealdade ao rei de Castela e Leão.Lope assumiu o goberno das tenências de Álava (1081), Biscaia e Guipúscoa (1082),enquanto o governo das terras riojanas incluindo Nájera, foi encomendadou ao conde Garcia Ordonhes, casado com Urraca, irmã do difunto rei Sancho IV . Após a morte de seu pai Lope Íñiguez e do conde Garcia Ordonhes na Batalha de Uclés em 1108, Diego, o filho primogênito de Lope Íñiguez recuperou a importante tenência de Nájera e de Grañón em 1109.  Em 1085, Lope Íñiguez tomou parte na conquista de Toledo.

## Matrimónio e descendência

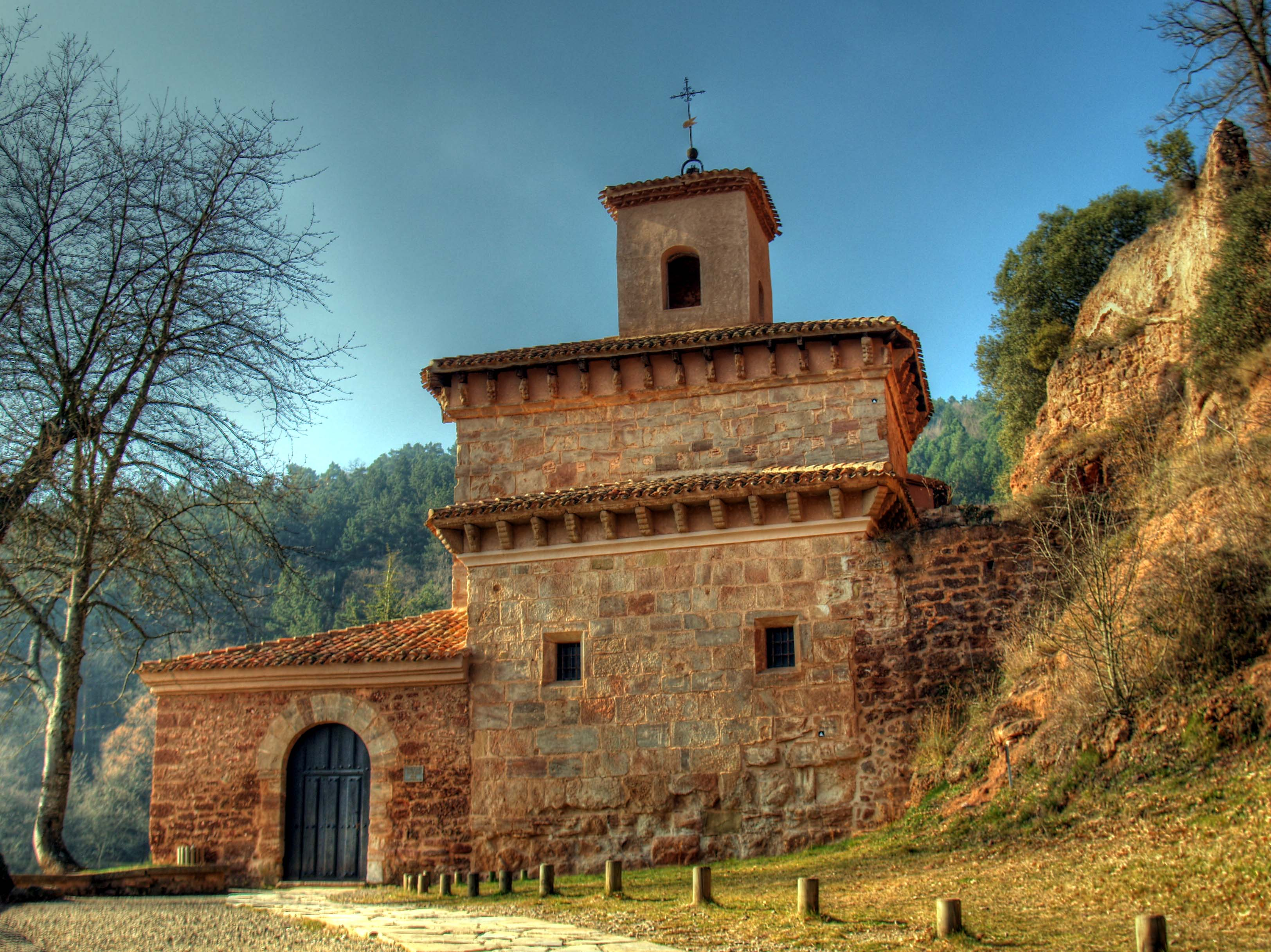
Mosteiro de San Millán de Suso beneficiário de doações de Lope Íñiguez e onde foi enterrada sua esposa Ticla.

Casou antes de 1069 con Ticlo Díaz, filha do importante magnata castelhano Diego Alvares de Oca.Uma irmã de Ticlo, chamada Elvira, foi a esposa do conde Gonçalo Salvadores, com quem Lope Íñiguez teve uma relação estreita devido aos seus interesses comuns e o apoio de ambos ao rei Afonso VI. Os filhos deste matrimónio foram:
[a]
- Diego Lopes sucedeu a seu pai no senhorio.[11] Foi nomeado como seu avô materno, um nome perpetuado entre seus descendentes.[7]
- Sancho Lopes, senhor de Poza.[12][b]
- Toda Lopez (m. dezembro de 1121),[13] esposa de Lope Gonçalves,[11] filho de Gonçalo Alvares e Leguntia Gonçalves, tenente em Estíbaliz[c] e em Buradón, e um dos barões de Álava. Maria Lopes, filha deste casamento, foi a esposa de um Fortunio Sanches.
- Sancha Lopes[11]
- Teresa Lopes que casou duas vezes: com um Lope com quem teve um filho chamado Garcia Lopes, e depois com Garcia Sanches, chamado de Zurbano.[14][d]